# 맨리 팔머 홀

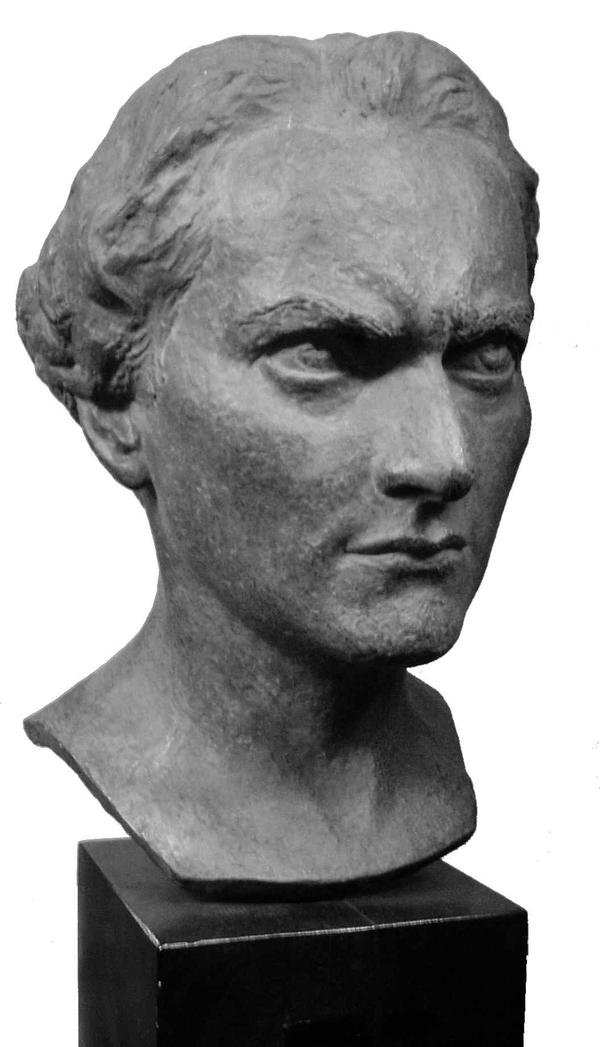

맨리 팔머 홀(Manly Palmer Hall, 1901년 3월 18일 ~ 1990년 10월 29일)은 캐나다 온타리오주 출신의 작가이다.

## 생애
1901년 3월 18일에 태어나 부모에게 버림받고 외할머니 손에 자라다가 18세에 어머니가 있는 미국으로 이주하면서 본격적으로 신비주의 철학과 우주 보편적 법칙의 공부에 매진하였다.
1928년에 '모든 시대의 비밀 가르침'을 출간하였고, 1934년에는 고대의 철학, 종교, 과학을 집중적으로 연구하는 철학연구소를 세웠다.

### 주요 저서
- The Secret Teachings of All Ages
- Lectures on Ancient Philosophy
- Man, the Grand Symbol of the Mysteries
- First Principles of Philosophy
- The Twelve World Teachers
- Story of Astrology
- Journey in Truth
- Pathways of Philosophy
- How to Understand Your Bible
- The Wisdom of the Knowing Ones
- The Phoenix
- Self-Unfoldment by Disciplines of Realization
- Healing, the Divine Art
- Dream Symbolism
- Initiates of Greece & Rome
- Mystics & Mysteries of Alexandria
- Orders of the Great Work - Alchemy
- Orders of the Great Work - The Holy Grail
- The Lost Keys of Freemasonry
- Right Thinking, the Royal Road to Health